# Harutjun Wardanjan
Harutjun Wardanjan (orm. Հարություն Վարդանյան, ur. 5 grudnia 1970 w Leninakanie) – piłkarz ormiański grający na pozycji obrońcy. W swojej karierze rozegrał 63 mecze w reprezentacji Armenii i strzelił w nich 1 gola.

## Kariera klubowa
Karierę piłkarską Wardanjan rozpoczął w klubie Lori Wanadzor. W 1989 roku przeszedł do Sziraka Leninakan. Wtedy też zadebiutował w nim we Wtorej Lidze ZSRR. Od 1992 roku grał w nowo powstałej lidze ormiańskiej. Wraz z Szirakiem trzykrotnie wywalczył tytuł mistrza Armenii w latach 1992, 1994 i 1995 oraz trzykrotnie wicemistrzostwo tego kraju w latach 1993, 1996 i 1997.
W 1998 roku Wardanjan wyjechał do Szwajcarii i został zawodnikiem tamtejszego drugoligowca, Lausanne Sports. W trakcie sezonu 1998/1999 odszedł do grającej w drugiej lidze Niemiec, Fortuny Köln.
Latem 2000 roku Wardanjan wrócił do Szwajcarii i podpisał kontrakt z BSC Young Boys. Po trzech sezonach spędzonych w klubie z Berna odszedł do Servette FC. Grał w nim w sezonie 2003/2004. W latach 2004-2006 występował w FC Aarau, a swoją karierę kończył w 2007 roku w klubie FC Biel-Bienne.
| Sezon   | Klub             | Kraj       | Rozgrywki         | Mecze | Bramki |
| ------- | ---------------- | ---------- | ----------------- | ----- | ------ |
| 1989    | Szirak Leninakan | ZSRR       | Wtoraja Liga      | 20    | 0      |
| 1990    | Szirak Leninakan | ZSRR       | Wtoraja Liga      | 34    | 2      |
| 1991    | Szirak Leninakan | ZSRR       | Wtoraja Liga      | 26    | 4      |
| 1992    | Szirak Giumri    | Armenia    | Bardzragujn chumb | ?     | ?      |
| 1993    | Szirak Giumri    | Armenia    | Bardzragujn chumb | ?     | ?      |
| 1994    | Szirak Giumri    | Armenia    | Bardzragujn chumb | 25    | 14     |
| 1995    | Szirak Giumri    | Armenia    | Bardzragujn chumb | ?     | ?      |
| 1995/96 | Szirak Giumri    | Armenia    | Bardzragujn chumb | ?     | ?      |
| 1996/97 | Szirak Giumri    | Armenia    | Bardzragujn chumb | ?     | ?      |
| 1997    | Szirak Giumri    | Armenia    | Bardzragujn chumb | ?     | ?      |
| 1998/99 | Lausanne Sports  | Szwajcaria | Challenge League  | 7     | 0      |
| 1998/99 | Fortuna Köln     | Niemcy     | 2. Bundesliga     | 15    | 1      |
| 1999/00 | Fortuna Köln     | Niemcy     | 2. Bundesliga     | 18    | 0      |
| 2000/01 | BSC Young Boys   | Szwajcaria | Super League      | 31    | 3      |
| 2001/02 | BSC Young Boys   | Szwajcaria | Super League      | 34    | 2      |
| 2002/03 | BSC Young Boys   | Szwajcaria | Super League      | 33    | 0      |
| 2003/04 | Servette FC      | Szwajcaria | Challenge League  | 28    | 0      |
| 2004/05 | FC Aarau         | Szwajcaria | Super League      | 16    | 0      |
| 2005/06 | FC Aarau         | Szwajcaria | Super League      | 21    | 0      |
| 2006/07 | FC Biel-Bienne   | Szwajcaria | 1. Liga           | 15    | 5      |

## Kariera reprezentacyjna
W reprezentacji Armenii Wardanjan zadebiutował 16 maja 1994 roku w przegranym 0:1 towarzyskim meczu ze Stanami Zjednoczonymi, rozegranym w Fullerton. W swojej karierze grał w: eliminacjach do Euro 96, MŚ 1998, Euro 2000, MŚ 2002, Euro 2004 i MŚ 2006. Od 1994 do 2004 roku rozegrał w kadrze narodowej 63 mecze i strzelił w nich 1 gola.